# Dereköy, Hendek
Dereköy là một xã thuộc quận Hendek, tỉnh Sakarya, Thổ Nhĩ Kỳ. Dân số thời điểm năm 2008 là 1.006 người.